# 双方向探索
双方向探索（英: bidirectional search）とは、グラフ探索アルゴリズムの一種で、同時に2つの方向から探索を行う。一方は初期状態から順方向に探索し、もう一方は最終状態から逆方向に探索して、その中間でぶつかった時点で終了する。それぞれの探索の計算量は {\displaystyle O(b^{d/2})}（ランダウの記号）であり、両方を合わせても {\displaystyle O(b^{d/2}+b^{d/2})} となり、一方向から全部の探索を行った場合の {\displaystyle O(b^{d})} よりも効率がよい。
しかし、よいことばかりではない。並列に2つの探索を行う複雑さは別として、探索木をどう拡張していくかを各ステップで決定する必要がある。また、最終状態から逆方向に探索できる状況は限られているし、事前に用意が必要になる場合もある。また、2つの探索木の交差を見つける効率的方法も必要になる。このような問題があるため、うまいヒューリスティックがあるならA*の方がよい選択となることが多い。
双方向探索でもヒューリスティックを使うことができる。A*について証明されているように、許容的ヒューリスティックによって最短解が得られる場合がある。
拡張されるノードは、オープンなノード数が最も少なく最も見込みがある最先端から選ばれる。そのようなノードがもう一方の最先端にもある時に、アルゴリズムは終了する。子ノードのf値の計算に当たっては、もう一方の最先端の全てのオープンなノードのg値を考慮しなければならない。そのため、ノードの拡張はA*よりも計算量が多くなる。訪れるノードの数は上で概説したように少なくなることが期待できる。従って、個々の計算量が多くても調べるノード数が少なくなる。参考文献に示した1977年の文献では、A*では解けなかった問題を双方向探索で解いた例が示されている。許容的でないヒューリスティックを使った場合でもより短い経路が見つかっている。これらの検証は Ira Pohl が15パズルで行った。
Ira Pohl は、世界で初めて双方向ヒューリスティック探索アルゴリズムを設計・実装した。最先端の子ノードは、もう一方の側のターゲットについてだけ評価していた。彼の報告によれば、2つの探索木は相手と交差したことを検出できなかったという。